# Дворец культуры металлургов (Донецк)
Дворец культуры металлургов (бывший клуб имени Ленина, дворец культуры имени В. И. Ленина) — дворец культуры, находится в Ленинском районе Донецка по адресу ул. Куйбышева-67 и принадлежит донецкому металлургическому заводу.
Один из первых рабочих клубов Донецка.

## История

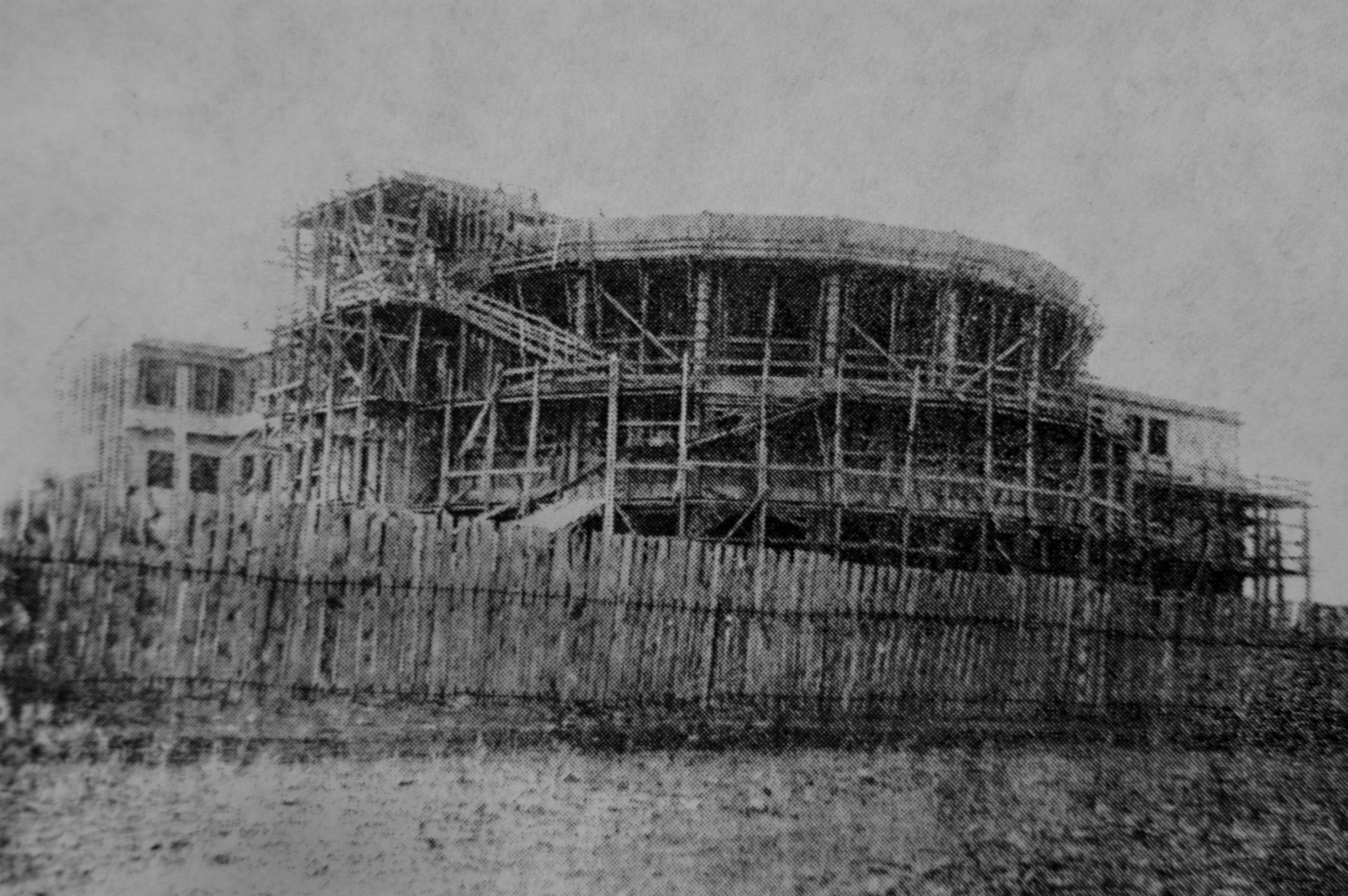
Начало строительства ДК имени Ленина. 1925 год

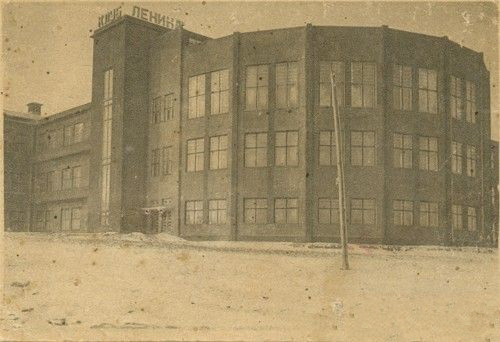
Здание клуба имени Ленина. 1930 год

Здание построено в 1929 году в стиле конструктивизма по проекту архитектора Александра Ивановича Дмитриева из Ленинграда. Его в момент постройки окружала одноэтажная застройка, поэтому трёхэтажное здание ДК, к тому же находящееся на возвышенности, выделялось среди окружения, а в тёмное время суток ещё и осуществлялась подсветка. Большую часть фасада занимали оконные проёмы, большие плоскости стёкол сочетаются с глухими поверхностями стены.
Клуб делится на зрелищную и клубную части. В зрелищной части находится зрительный зал на 1200 мест. В клубной части находятся лекционный зал, библиотека с книгохранилищем, балетная студия, зимний зал для проведения танцевальных вечеров и 25 аудиторий для кружков. Монолитные железобетонные перекрытия увязаны с размерами и назначением всех помещений, архитектурная трактовка интерьеров которых увязана с художественным осмыслением перекрытий. В зале библиотеки — простые квадратные кессоны, в зале балетной студии — балки с утами, в лекционном зале — десять железобетонных балок, расходящихся от центра полукруглого зала в виде веера. Стены и колонны были оформлены комбинированными панелями из дуба и ореха и большими зеркалами.
В начале 1930-х годов, при участии местных жителей, около дворца культуры был разбит большой парк с аллеями, газонами, игровыми площадками для детей и взрослых, а в штат клуба принят садовник, ухаживающий за парком.
В северной части клуба были радиоузел, студия радиовещания и мастерская по ремонту репродукторов. Радиоузел обслуживал около двенадцати тысяч абонентов, а радиостудия вела передачи местного радиовещания, среди которых передачи выступлений художественной самодеятельности в клубе.
С 23 июня 1941 года, в связи с началом Великой Отечественной войны в клубе был создан мобилизационный пункт, на основе которого формировались шахтёрские полки из местных жителей.

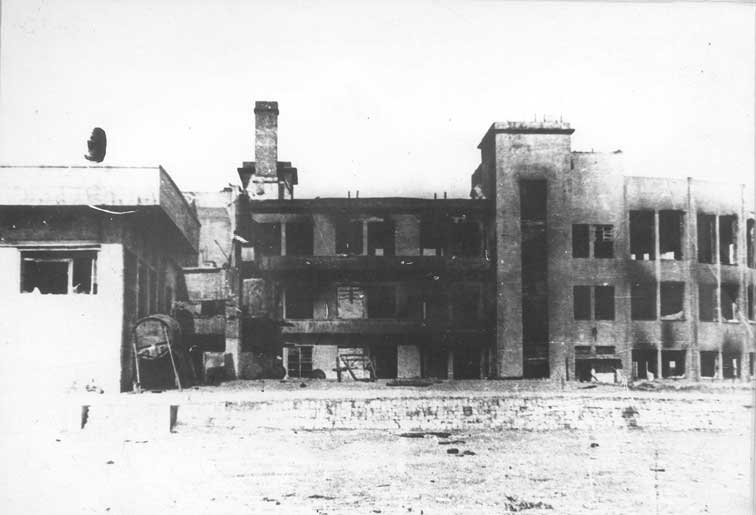
Здание клуба имени Ленина после освобождения Донецка

Во время немецкой оккупации Донецка в годы Великой Отечественной войны здание входило в состав концентрационного лагеря для советских граждан. В его помещениях были размещены комнаты допросов, пыток, административные помещения концентрационного лагеря. В 1943 году при отступлении немцы пытались уничтожить следы и сильно повредили здание — убрали перекрытия во многих местах. Остов здания без окон простоял до начала 1950-х годов, после чего начались работы по его восстановлению. Восстановлено здание было в 1968 году , в 1959 году работал пристроенный кинотеатр (фасад выходит на Ленинский проспект).
Среди погибших в концлагере был украинский советский писатель Яков Демьянович Качура, в память о нём на здании установлена мемориальная доска.
Умерших в концлагере хоронили в парке возле Дворца культуры металлургов (юго-западный угол территории). Между братских могил был установлен небольшой скульптурный памятник. В 1965 году строителями был сооружен мемориал с вечным огнём. Холм под монумент "Жертвам фашизма" был насыпан после его сооружения, из почвы, снятой бульдозерами с братских могил. 9 мая 1965 года в день 20-летия Победы над фашистской Германией состоялось его торжественное открытие и зажжение "Вечного огня", в честь погибших в Великой Отечественной войне. Авторы монумента — скульптор Леонид Артёмович Бринь и архитектор Юрий Можчиль.
Памятник представляет собой три двенадцатиметровых пилона, которые объединены между собой бронзовым венком. Под холмом зеркально расположены еще три пилона-колонны. Наверх холма сделано пятьдесят ступенек. Между пилонами был расположен вечный огонь (зажигался только по праздникам, после развала СССР). В 2007 году вандалы разрушили вечный огонь, но затем он был восстановлен. Первоначально пилоны были облицованы красным гранитом, но со временем гранитные плиты стали отваливаться и облицовка была заменена на алюминиевый металлопрокат.
Ежегодно у монумента празднуются День Победы и День освобождения Донбасса. Съёмки памятника вошли в фильм-концерт 1970 года с участием Тамары Миансаровой «Солнечная баллада».

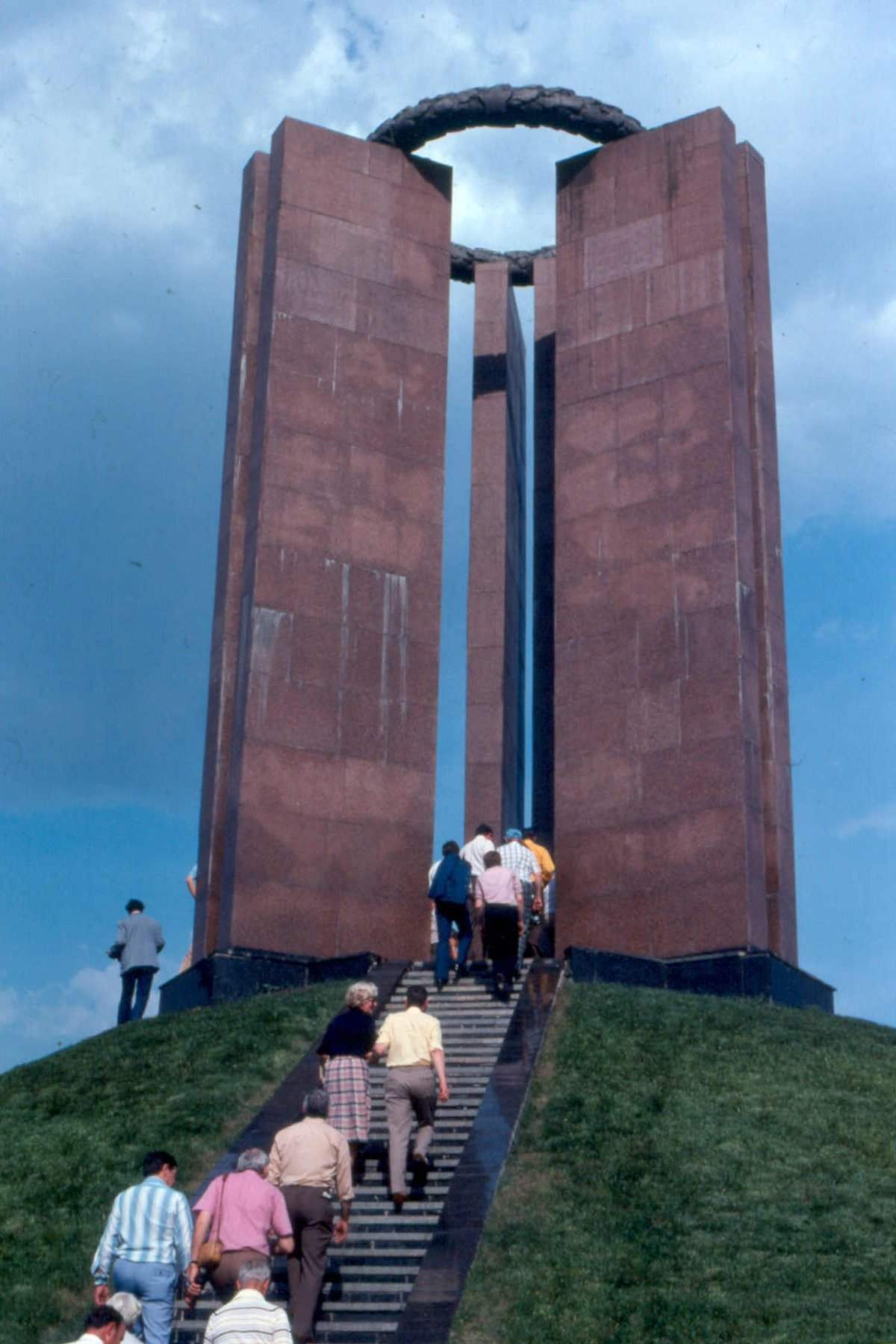
Фотография памятника, сделанная в 1979 году. Пилоны ещё облицованы красным гранитом
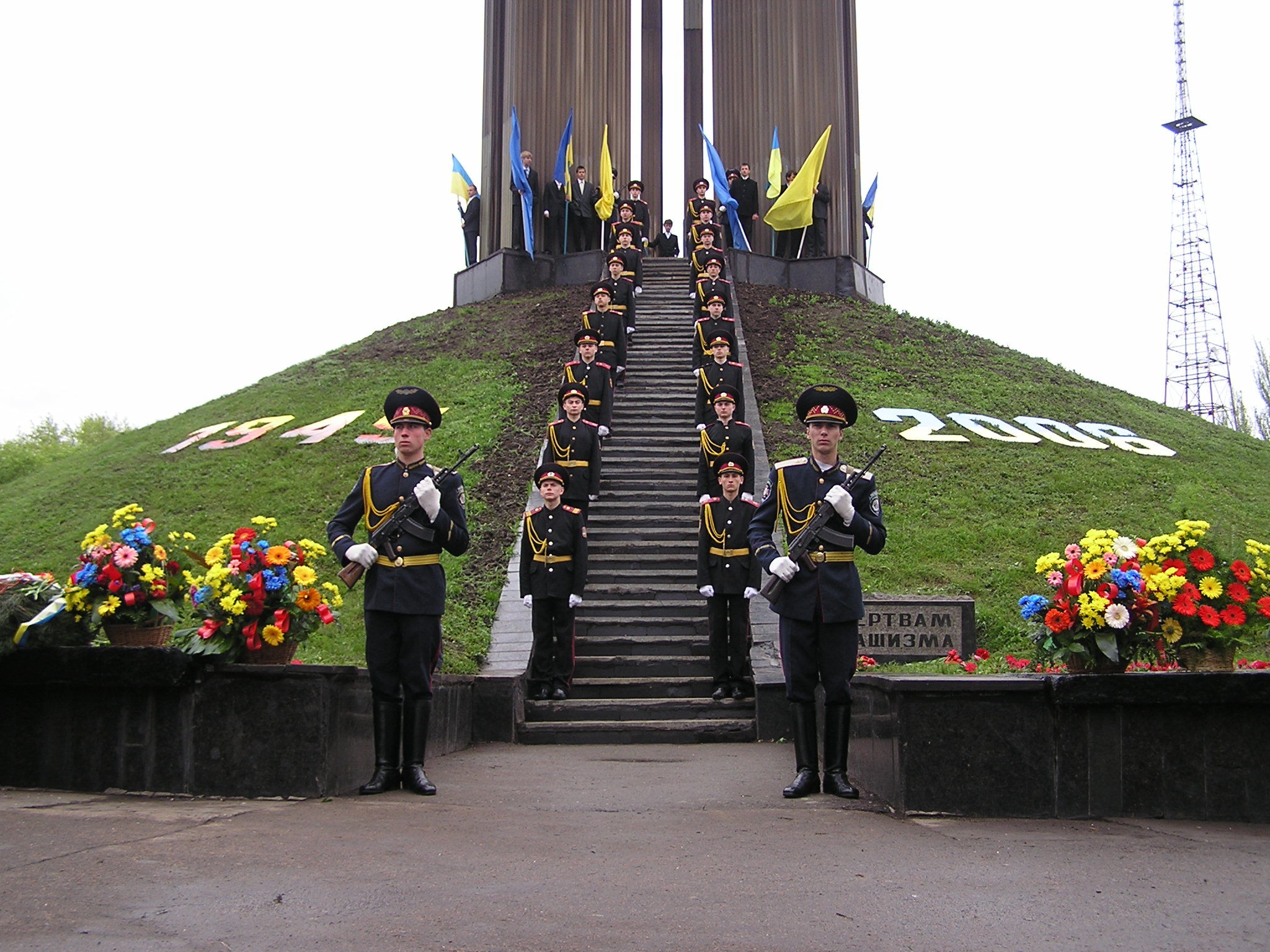
Празднование Дня Победы у монумента
Монумент «Жертвам фашизма»

В середине 1990-х годов в здании дворца культуры был открыт один из первых ночных клубов города.
5 января 2010 года на фасаде здания, на высоте двадцать метров, был установлен витраж с иконой Святителя Николая Чудотворца. После установки икону освятил Георгий Гуляев, для чего ему пришлось подниматься на платформе строительной стрелы. Витраж собран из пластиковых элементов. Работы над его созданием велись в течение полутора месяцев силами нескольких художественно-дизайнерских групп. Размеры витража: 1,5 на 2,5 метра. Есть подсветка в тёмное время суток. Также в парке перед дворцом культуры планируется построить мемориальную часовню или поклонный крест, в честь погибших в концентрационном лагере.
Возле дворца культуры находилась детская площадка, выполненная в стилистике древнерусской крепости. 24 мая 2011 года она была разрушена в связи с реконструкцией ДК. На её месте планируется строительство православного храма. Также планируется строительство двух новых площадок в сквере около ДК.

## Творческие организации на базе ДК
- фотоклуб «Объектив»